# Plagiogonus putridus
Plagiogonus putridus är en skalbaggsart som beskrevs av Geoffroy 1785. Plagiogonus putridus ingår i släktet Plagiogonus och familjen Aphodiidae. Inga underarter finns listade i Catalogue of Life.